# Catreus wallichii
Catreus wallichii là một loài chim trong họ Phasianidae.

## Hình ảnh

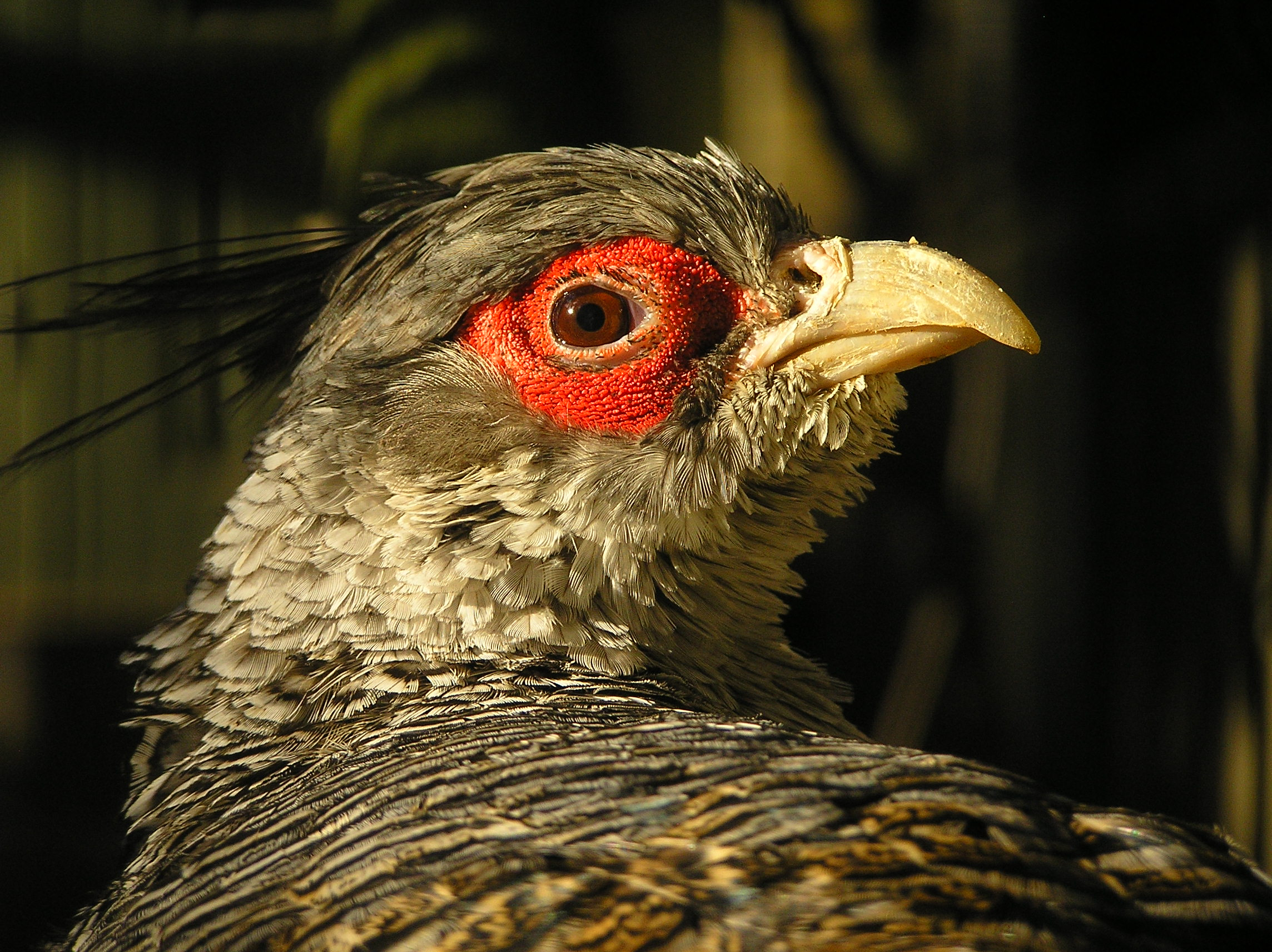
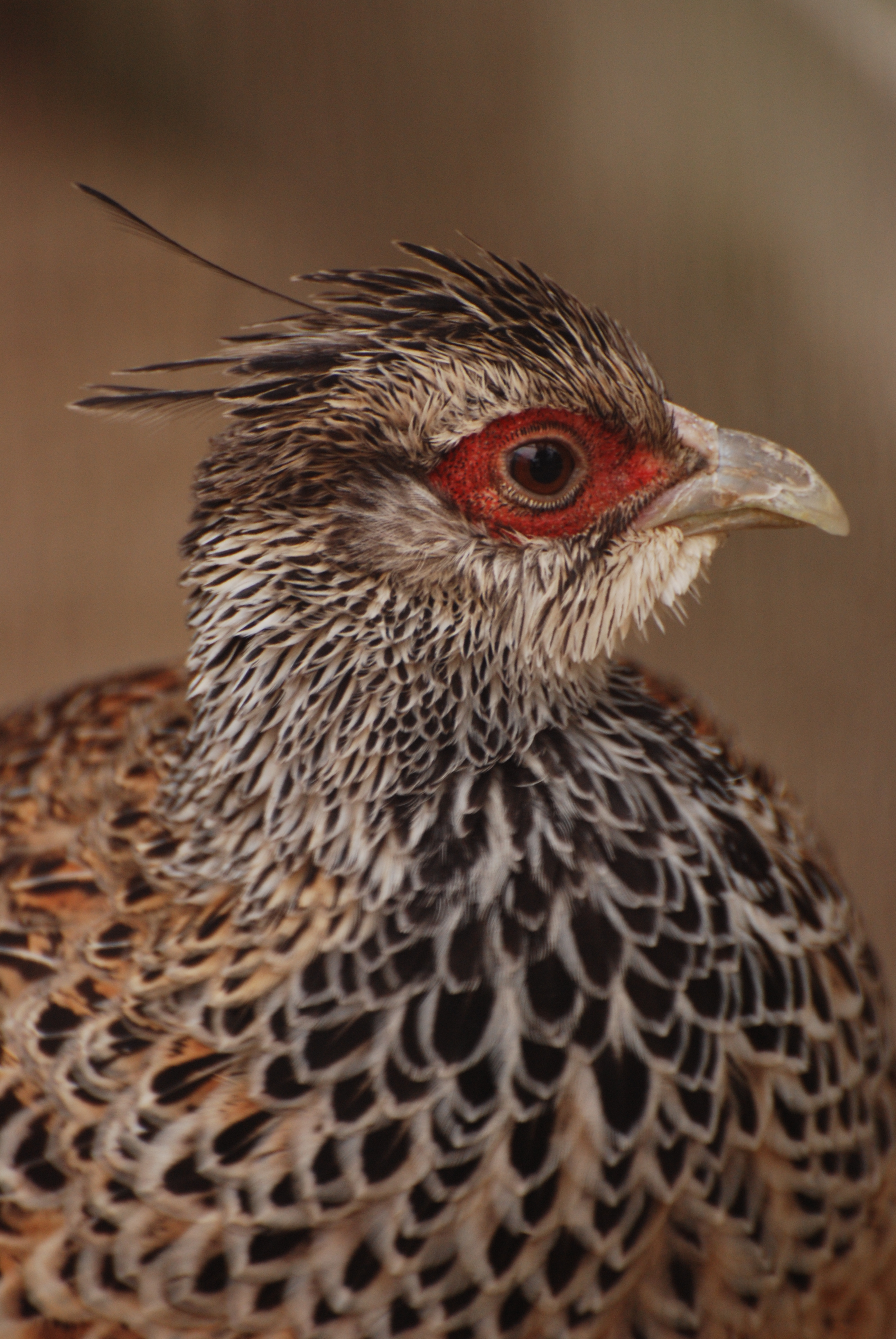
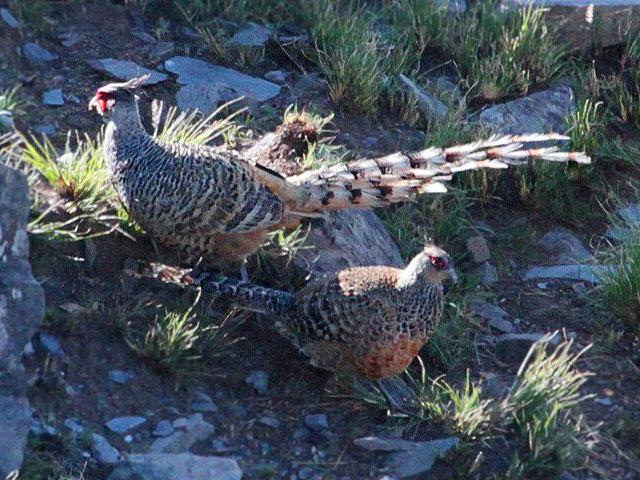
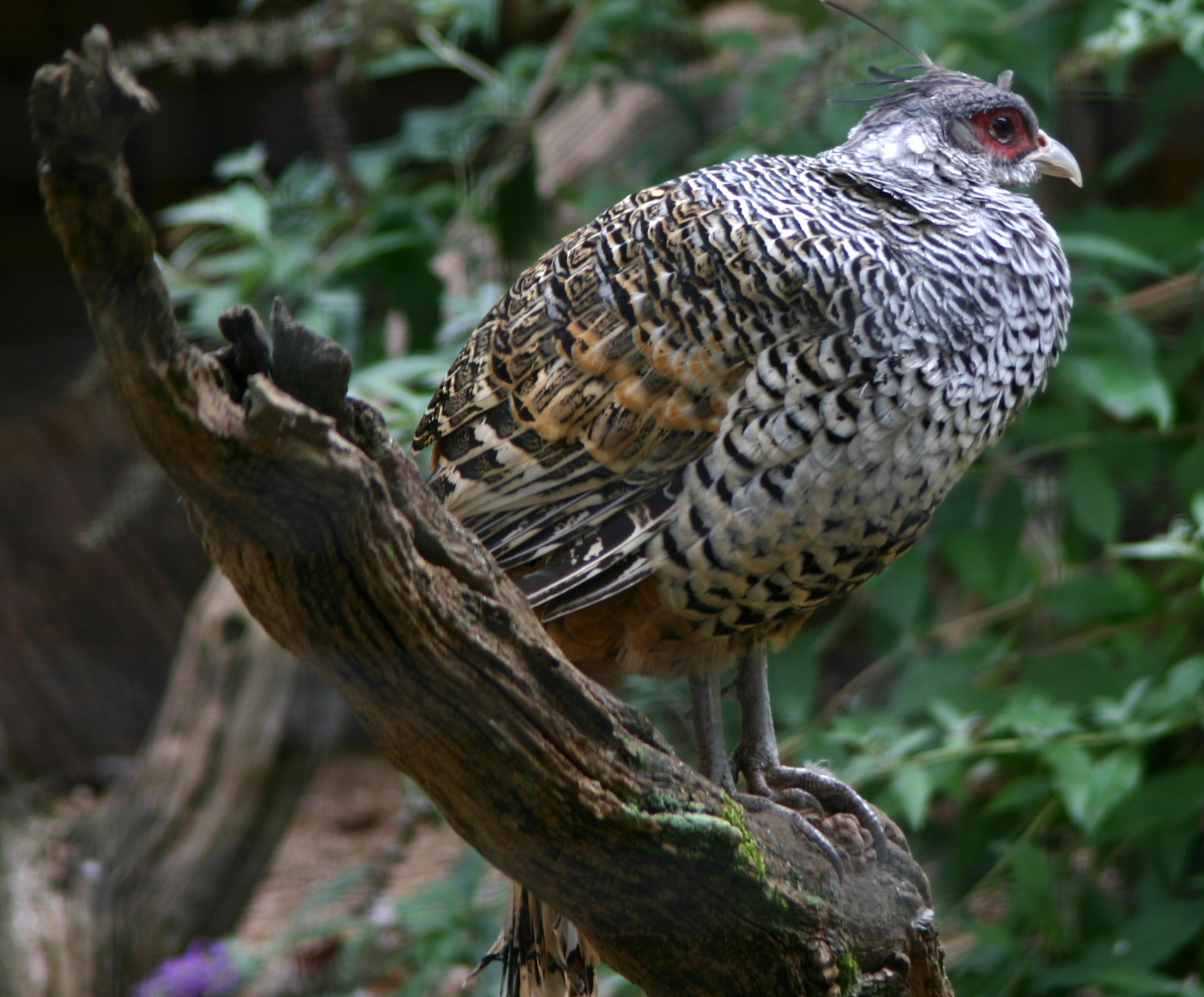
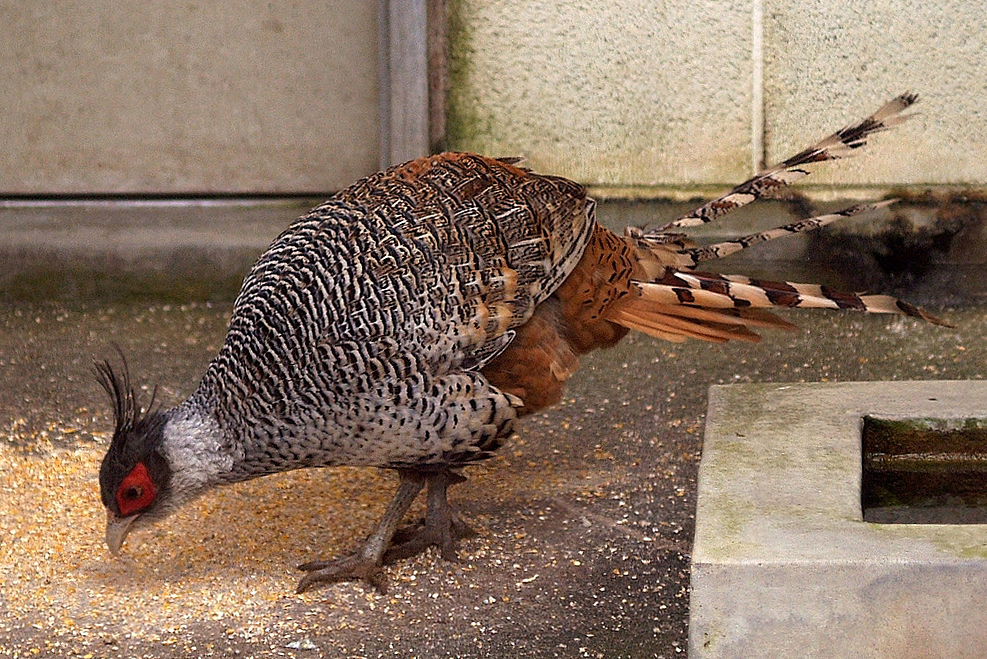